# Kiko Méndez-Monasterio
Pour les articles homonymes, voir Lourdes Méndez Monasterio.
Kiko Méndez-Monasterio est un écrivain espagnol, né en 1972 à Madrid.

## Biographie
Né à Madrid en 1972, il est le fils de Manuel Méndez Encina et Pilar Monasterio McCrea. Son père était le petit-fils du médecin et homme politique Luis Encina Candebat et sa mère la fille du général franquiste José Monasterio Ituarte.

### Étudiant
Il a étudié au Colegio Retamar puis a étudié le droit à l'université Complutense et dans les années 1990, il a exercé différentes professions à Madrid,  Mexico, DF et San Sebastián.
Il milite dans les années 1990 au sein de l'organisation néofasciste Alliance pour l'unité nationale.

### Écrivain et journaliste
Après une incursion littéraire ponctuelle, il a commencé son rôle d'écrivain en 2002 et ses nouvelles ont rapidement obtenu de nombreuses reconnaissances. En tant que romancier, il a écrit une œuvre pour enfants (`` Tadeo, apprenti pirate ) et `` La calle de la luna , un roman costumbrista qui se déroule à l'université de Madrid au tournant du siècle. Il collabore actuellement en tant que chroniqueur et animateur de talk-show dans divers médias et dirige une émission de radio sur l'actualité politique.

### Engagement politique
En 2020, il est nommé conseiller du parti politique Vox au parlement espagnol  ce qui provoque une polémique, puisqu'il a été condamné en 1998 pour avoir agressé le ministre actuel Pablo Iglesias Turrión.

## Publications
- La calle de la luna, Ámbar, 2008 y Los Papeles del Sitio, 2019.
- Lo nuestro y lo triste, Huerga y Fierro, 2007
- Tadeo, aprendiz de pirata, Everest, 2005
- Hay un camino a la derecha. Stella Maris, Madrid, 2015. Avec Santiago Abascal Conde.
- Eternamente Franco.